# André Dietz

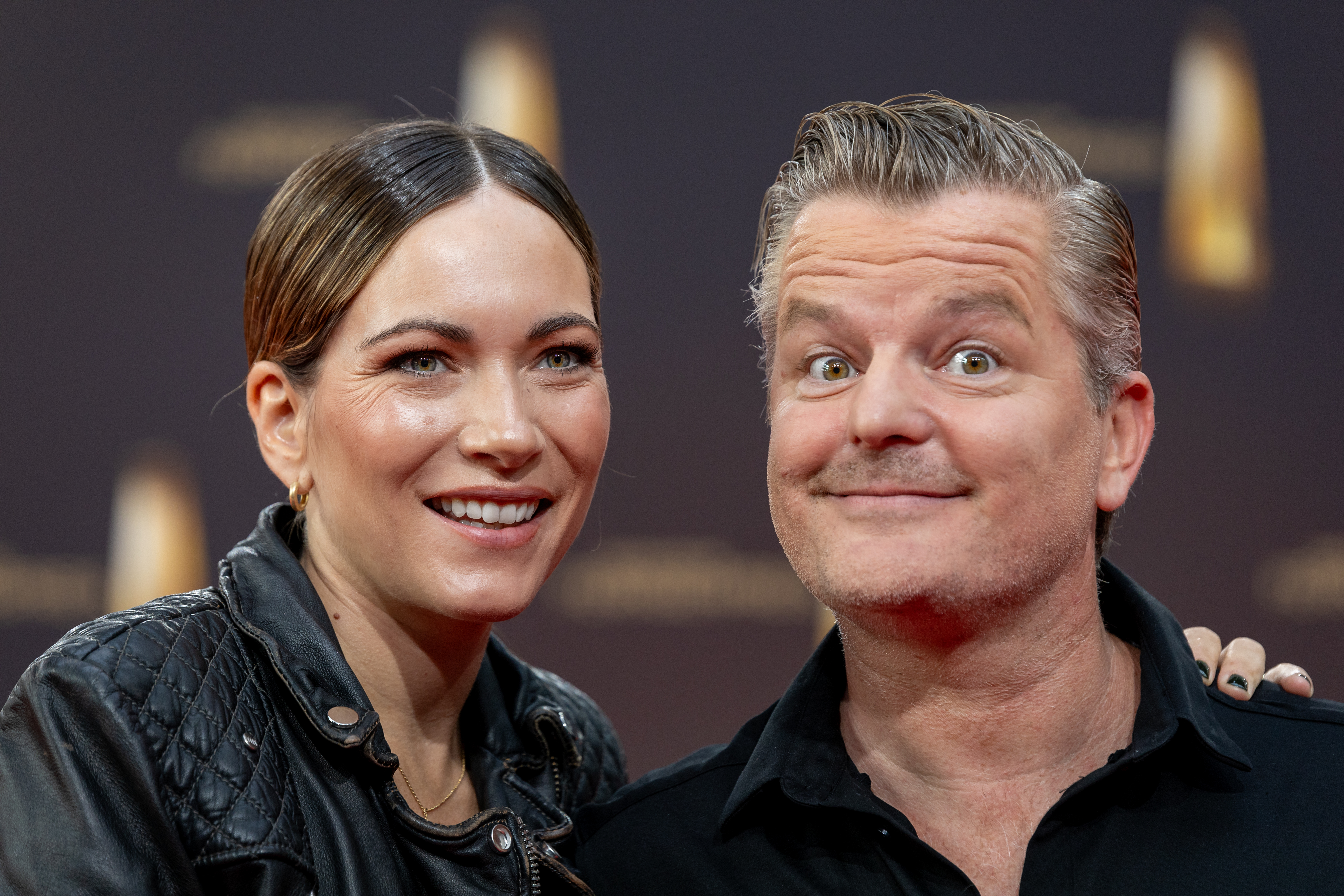
André Dietz mit Ehefrau Shari Dietz beim Deutschen Fernsehpreis 2023

André Dietz (* 6. Juli 1975 in Koblenz) ist ein deutscher Schauspieler, Autor und Musiker. Seit Mitte der 1990er Jahre war er bislang an mehr als 60 Fernseh- und Filmprojekten beteiligt, insbesondere an der RTL-Serie Alles was zählt, in der er 14 Jahre lang die Rolle des Ingo Zadek übernahm. Für seine Arbeit an der Dokumentation Zum Schwarzwälder Hirsch wurde er 2023 mit dem Grimme-Preis und dem Deutschen Fernsehpreis ausgezeichnet.

## Leben
Seit 1992 tritt Dietz auf verschiedenen Bühnen auf, unter anderem in der Koblenzer Kulturfabrik, dem Stadttheater Koblenz, der Freien Bühne Düsseldorf und dem Gloria-Theater Köln. 1996 gründete er zusammen mit dem Regisseur Tobi Baumann das Comedyduo André und sein Freund Tobi, aus dem später die Rock-’n’-Roll-Comedy-Show Das Nervensägenmassaka hervorging.
Ab 1997 spielte er in der RTL-Soap Unter uns drei Jahre die Rolle des Gregor Sandmann. Es folgten Rollen u. a. in Die Nesthocker,Die Wache, Ladyland, Hallo Robbie!, Küstenwache, Marie Brand, Tierärztin Dr. Mertens, Tatort sowie diverse Auftritte in der ZDF-Serie SOKO Köln. Zudem spielte er kleinere Rollen in den Kinofilmen Engel & Joe, Der Wixxer, Vollidiot, Berlin 36 und Unter dir die Stadt. Ende des Jahres 2005 spielte er eine der Hauptrollen in dem Stück Zum Schängel, einer Theaterproduktion in der Koblenzer Kulturfabrik. In der RTL-Serie Alles was zählt startete Dietz im Juni 2006 in einer Nebenrolle als Eishockeytrainer Ingo Zadek, die ab Folge 51 zur Hauptrolle ausgebaut wurde. 2020 beendete er seinen Vertrag.
Im Mai 2008 nahm er an der Vox-Serie Das perfekte Promi-Dinner teil. Ebenfalls 2008 gewann er gemeinsam mit Brigitte Nielsen in einem Promi-Special der Die 100.000 Euro Show 85.000 Euro für wohltätige Zwecke. Im Sommer 2010 drehte Dietz mit David Cronenberg am Bodensee für den Film Eine dunkle Begierde.
Als Musiker trat Dietz als Dirty Dietz unter anderem mit seiner Band, der Dirty Dietz Band, auf, zu welcher auch Dennis Hormes gehörte. Außerdem wirkte Dietz an der Go Music Session von und mit Martin Engelien und anderen Musikern mit. 2017 nahm er an der Gesangsshow It Takes 2 teil. Die Songs Regen und Noch einmal von Dietz waren in der Serie Alles was zählt zu hören.
Dietz ist mit der Autorin und Journalistin Shari Dietz verheiratet. Die beiden haben drei Töchter und einen Sohn und leben seit 2014 in Bergisch Gladbach. Im April 2019 veröffentlichte er gemeinsam mit seiner Frau das Buch Alles Liebe – Familienleben mit einem Gendefekt, das sich mehrere Wochen in den Bestsellerlisten hielt. Sie erzählen darin von ihrem Familienleben mit dem Gendefekt ihrer Tochter, die das seltene Angelman-Syndrom hat. Zum gleichen Thema entstand 2022 gemeinsam mit der Illustratorin Saskia Gaymann und seiner Ehefrau das Kinderbuch Ich bin Mari.
2022 wurde die 3-teilige Doku Zum Schwarzwälder Hirsch ausgestrahlt, in welcher Dietz zusammen mit Tim Mälzer junge Menschen mit Down-Syndrom innerhalb von zwei Monaten so ausbildete, dass sie danach ein Restaurant einen Monat lang alleine führen könnten. Ziel der Doku war es aufzuzeigen, dass Menschen mit Down-Syndrom auf dem ersten Arbeitsmarkt arbeiten und angemessen bezahlt werden können. Hierbei übernahmen Mälzer und Dietz Mentorenrollen für insgesamt 13 junge Menschen. Produziert wurde die Doku von Sascha Gröhl.
2023 war Dietz mit seiner Frau Teil der Jury des 11. Kölner Innovationspreis Behindertenpolitik (KIB). Im Frühjahr des Jahres 2024 waren beide zu Gast in der auf Vox ausgestrahlten Serie So klingt Deutschland.
Nach vierjähriger Pause kehrte Dietz Ende 2024 in seine angestammte Rolle des Ingo Zadek bei der RTL-Daily-Soap Alles was zählt zurück. Die erste neue Folge mit ihm wurde am 20. Dezember 2024 ausgestrahlt. Im Februar 2025 war er zudem im Rahmen eines „Mallorca-Specials“ der Serie erneut zu sehen.
Im März 2025 strahlte VOX die vierteilige Dokumentationsreihe Herbstresidenz mit Tim Mälzer und André Dietz aus. Dabei handelt es sich um ein Generationenprojekt, in dem zehn Menschen mit Behinderung in einem Altenheim arbeiten und eine Qualifizierung zum Alltagshelfer absolvieren. Dietz und der Fernsehkoch Tim Mälzer begleiten sie dabei als Mentoren mit dem Ziel, das Alltagsleben der Bewohner spürbar zu verbessern.

## Filmografie (Auswahl)
- 1997–2000: Unter uns
- 2001: Die Nesthocker – Familie zu verschenken, Gastauftritt: Folge 2.09 Eifersüchtig
- 2001: Engel & Joe
- 2002: Die Wache, Gastauftritt: Folge 9.07 Wie Pech und Schwefel
- 2003: Der Wixxer
- 2003: SOKO Köln, Gastauftritt: Folge 2.09 Alles Lüge
- 2004: SOKO Köln
- 2005: Bloodbound
- 2006–2020 2024– : Alles was zählt
- 2006: Küstenwache, Gastauftritt: Folge 4.02 Yachten im Bermuda-Dreieck
- 2006: Hallo Robbie!, Gastauftritt: Luftsprünge
- 2007: Tatort – Tödlicher Einsatz
- 2007: Vollidiot
- 2007: Küstenwache, Gastauftritt: Verschwunden
- 2008: Berlin 36
- 2009: Der kleine Mann
- 2009: SOKO Köln, Gastauftritt: Tod im Zoo
- 2009: Alarm für Cobra 11, Gastauftritt: Codename Tiger
- 2009: Marie Brand und die letzte Fahrt, Gastauftritt
- 2009: Unter dir die Stadt, Gastauftritt
- 2010: Eine dunkle Begierde, Gastauftritt
- 2011: Ein Fall für die Anrheiner, Gastauftritt: Waschen, Legen, Föhnen
- 2012: Notruf Hafenkante, Gastauftritt: Alte Schule
- 2016: Gladbeck
- 2018: Heldt, Gastauftritt: Die Wanne ist voll
- 2020: In aller Freundschaft, Gastauftritt: Nach dem Spiel ist vor dem Spiel
- 2021: Bettys Diagnose, Gastauftritt: Spiel mit dem Feuer
- 2021: Der Staatsanwalt, Gastauftritt: Rosen und Diamanten[33]
- 2022–2023: Zum Schwarzwälder Hirsch – Eine außergewöhnliche Küchencrew und Tim Mälzer
- 2023: 791 km
- 2024–2025: Alles was zählt
- 2025: Alles was zählt – Mallorca Special
- 2025: Herbstresidenz mit Tim Mälzer und André Dietz

## Auszeichnungen
- 2023: Medienpreis Bobby, verliehen durch die Lebenshilfe für die Aufklärungsarbeit im Bereich Inklusion.[34][35]
- 2023: Deutscher Fernsehpreis in der Kategorie „Bestes Factual Entertainment“ für Zum Schwarzwälder Hirsch.[3]
- 2023: Blauer Panther in der Kategorie „Entertainment“ zusammen mit Tim Mälzer für die Leistungen als Moderatoren in Zum Schwarzwälder Hirsch.[36][37]
- 2023: Grimme-Preis in der Kategorie „Unterhaltung“ sowie Sieger des Publikumspreises für Zum Schwarzwälder Hirsch.[26][4]
- 2023: Robert-Geisendörfer-Preis für Zum Schwarzwälder Hirsch.[38]

Wie es in der Begründung zu Grimme-Preis heißt, sei die 3-teilige Doku Zum Schwarzwälder Hirsch „eine einzigartige Produktion, die einfühl- und unterhaltsam zeigt, wie Inklusion gelebt werden kann.“ Damit würde „ein wichtiger Beitrag zur Debatte über Behinderung und Teilhabe in unserer Gesellschaft“ geleistet werden.